# Dudeștii Vechi, Timiș
Dudeștii Vechi (nume anterior: Beșenova Veche, Beșenova-Mare, Bejenari sau Beșinova; bulgară Стар Бешенов, Stár Bišnov sau Star Beshenov; în germană Altbeschenowa; în maghiară Óbesenyő) este satul de reședință al comunei cu același nume din județul Timiș, Banat, România. Numele besenyő înseamnă „peceneg” în maghiară.